# Helena de Bulgaria
Helena de Bulgaria (en búlgaro: Елена Българска) fue la hija de Esratsimir de Kran y de Keratsa Petritsa, y hermana del zar Iván Alejandro de Bulgaria.
En el día de Pascua del 19 de abril de 1332, Helena se casó con Esteban Uroš IV Dušan de Serbia. El matrimonio fue un arreglo como parte del acuerdo de paz entre Bulgaria y Serbia. Este matrimonio proveyó un hijo, Esteban Uroš V de Serbia, y una hija, Irina. Irina fue la esposa de Gregorio Preljub, gobernador serbio que murió en Tesalia a finales de 1355 o principios de 1356. Ambos fueron los padres de Tomás II Preljubović, gobernante de Epiro desde 1367 hasta 1384. Irina se casó por segunda vez con Radoslav Hlapen, señor de Kastoriá y Édessa.
Helena fue ciudadana de Venecia en 1350 y regente de Serbia entre 1355 y 1356.
A la muerte de su marido, Helena heredó parte de las tierras serbias entre el Vardar menor y el Mesta. También recibió la península calcídica, formando su corte en Serres. En 1359 Helena se convirtió en monja bajo el nombre religioso de Elisaveta. Sin embargo, siguió desempeñando un papel activo en la política.